# شهرستان موست
ناحیهٔ موست (به چکی: Most District) یک ناحیه در جمهوری چک است که در منطقه اوستی ناد لابم واقع شده‌است. ناحیهٔ موست ۴۶۷٫۱۶ کیلومتر مربع مساحت و ۱۱۴٬۷۹۵ نفر جمعیت دارد.